# Salaria (animal)
Salaria es un género de peces de la familia de los blénidos en el orden de los Perciformes.

## Especies
Existen las siguientes especies en este género:
- Salaria atlantica (Doadrio, Perea y Yahyaoui, 2011)
- Salaria basilisca (Valenciennes, 1836)
- Salaria economidisi (Kottelat, 2004)
- Salaria fluviatilis (Asso, 1801)
- Salaria pavo (Risso, 1810)